# Richard Sennett
Richard Sennett (Chicago, 1 de enero de 1943) es un sociólogo estadounidense adscrito a la corriente filosófica del pragmatismo. Es profesor emérito de Sociología en la London School of Economics, profesor adjunto de Sociología en el Instituto Tecnológico de Massachusetts (MIT) y profesor de Humanidades en la Universidad de Nueva York. Ha sido miembro del Centro de Estudios Avanzados en Ciencias de la Conducta y es miembro de la Academia Estadounidense de las Artes y las Ciencias y de la Royal Society of Literature de Gran Bretaña. Es también el director fundador del New York Institute for the Humanities.

## Datos biográficos
Sennett estudió en la Universidad de Chicago, donde se licenció en 1964. Ha reconocido el valor de una de sus profesoras: Hannah Arendt, si bien no está de acuerdo con el desprecio que ella hizo del homo laborans que Sennett, desde el pragmatismo, pretende dignificar. Se doctoró en Harvard, en 1969; y en ese mismo año inició la publicación de sus trabajos sociológicos, que prosigue hasta hoy. 
Es bien conocido por sus estudios acerca de los nexos sociales en el entorno urbano y los efectos de la vida urbana en los individuos en el mundo actual. Con El declive del hombre público, inició su proyección en el mundo; aborda en este libro la crisis del hombre público, comparando su situación en el antiguo Régimen con lo ocurrido con la sociedad del siglo XIX, hasta llegar el asunto Dreyfus, siglo en donde se inicia un sentimiento de distancia, de silencio y de observación que contrasta con las formas anteriores. 
También ha escrito algunos libros de ficción, como Palais-Royal; de hecho, sus escritos tienen a menudo un tono narrativo que les da un mayor vigor e incisión: La conciencia del ojo o Carne y piedra son un ejemplo de ello. Más recientes y más difundidos, La corrosión del carácter y El respeto, definen la situación económica y anímica de la sociedad neoliberal. La nueva economía capitalista, muy flexible, pero no menos dominante que la anterior, sigue siendo un elemento definitorio del mundo Occidental; a aquella se ven asociadas otras restricciones en la vida diaria, paralelas a esa "jaula de hierro" de la burocracia que describió Max Weber en los inicios del siglo XX.
Sennett está actualmente casado con la socióloga y economista Saskia Sassen.

## Pragmatismo
El propio Sennett, en relación con su adscripción al pragmatismo, señala:

Escribo en el marco de una larga tradición, la del pragmatismo norteamericano... El pragmatismo ha tratado de unir la filosofía a las prácticas concretas de las artes y las ciencias, a la economía política y a la religión; su carácter distintivo es la búsqueda de problemas filosóficos insertos en la vida cotidiana. El estudio de la artesanía y la técnica es simplemente el lógico paso siguiente en la historia del desarrollo del pragmatismo. Richard Sennett, El artesano.

Para Sennett el movimiento del pragmatismo se ha dedicado durante más de un siglo a dar sentido filosófico a la experiencia concreta. El movimiento pragmatista comenzó a finales del siglo XIX como reacción norteamericana a los males del idealismo europeo representado por Hegel, tal como lo veía el primer pragmatista Charles Sanders Peirce. El valor de la experiencia y los hechos concretos fueron reivindicados por William James. El pragmatismo tuvo dos oleadas, la primera -entre finales del siglo XIX y la Primera Guerra Mundial- con representantes norteamericanos como Charles S. Peirce, William James y John Dewey (el primero que abordó la cuestión del animal laborans); la segunda, después de una larga interrupción, y ya extendida por Europa, está representada por Hans Jonas (Alemania), la escuela de Dinamarca y los norteamericanos Richard Rorty, Richard Bernstein y el propio Sennett.
Desde un punto de visto filosófico, indica Sennett:

El pragmatismo ha sostenido que, para trabajar bien, la gente necesita libertad respecto de las relaciones entre medios y fines. Richard Sennett, El artesano.

### Cultura material
Los trabajos de Sennett se inscriben, según sus propias palabras, en lo que denomina cultura material.

#### La corrosión del carácter
Este libro de 1998 trata la situación de dependencia laboral y la reconfiguración de las labores y trabajos tradicionales ante las demandas estructurales del capitalismo que no valoran la experiencia ni el conocimiento adquirido. La corrosión del carácter. las consecuencias personales del trabajo en el nuevo capitalismo recibió en ese mismo año 1998 el Premio europeo Amalfi de sociología y ciencias sociales.

##### El respeto
En esta obra publicada en castellano en el año 2003 Sennet ahonda en la línea iniciada por La corrosión del carácter, la desvertebración del trabajador en el capitalismo contemporáneo. En realidad, el verdadero tema sería la falta de respeto que consiste en la invisibilidad, el ser borrado, el no contar. En el mundo actual el respeto mutuo no está garantizado, siendo ésta la forma más acabada de la desigualdad moral, al exhibir las diferencias entre quien, siendo socialmente visible, es tomado en consideración y quien, por el contrario, queda borrado o convertido en simple sombra sin cara, descontado y desconsiderado por los demás.

#### La cultura del nuevo capitalismo
Publicado en 2006 Sennet estudia la evolución de las instituciones, las competencias del individuo y las formas de consumo frente al desarrollo de las burocracias que hacen aflorar la fragmentación de la vida social.
A la disociación del poder y de la autoridad en el plano político se corresponde, en el plano económico, la fractura entre el éxito personal y el progreso social. Se produce una deriva no progresista de la cultura neocapitalista. 
Para Sennett, el individuo tiene tres desafíos:
1 - Ser capaz de definirse a través de constantes mutaciones profesionales,
2 - Dar la talla en una sociedad en la que el talento ya no se valora, y 
3 - Buscar un lugar desde el cual mantener los vínculos con el pasado.
Sennett está convencido de que el ser humano no podrá construirse en las condiciones de fragmentación predominantes en el contexto descrito, por lo que apuesta por una revuelta contra esta cultura de la superficialidad.

#### Homo Faber: 'El artesano', 'Juntos', 'Construir y habitar'
En 2008 Sennett inició la publicación de estos trabajos dentro de un amplio proyecto sobre la cultura material, es decir una exploración de los métodos materiales de producción de la cultura. El proyecto se planteó bajo la  denominación 'Homo Faber' y se ha desarrollado a través de tres libros.
El primer libro fue ya de por sí un extenso trabajo sociológico sobre El artesano (The Craftsman, 2008); versa sobre la artesanía y la habilidad de hacer las cosas bien y su contexto, sobre el oficio y la experiencia que se construye a través del tiempo en un diálogo constante entre los distintos materiales y los problemas y resistencias que ofrecen. 
El segundo libro, sobre la elaboración de rituales que administran la agresión y el fervor, se titula Juntos. Rituales, placeres y política de cooperación (Together: The Rituals, Pleasures, and Politics of Cooperation), y fue publicado en 2012.
Finalmente el tercer libro de  'Homo Faber', titulado Construir y habitar. Ética para la ciudad (Building and Dwelling: Ethics for the City), se publicó en 2018. Trata sobre las habilidades necesarias para producir y habitar entornos sostenibles, concentrándose en la producción del entorno urbano.

## Premios
- 1998 - Premio europeo Amalfi de sociología y ciencias sociales por su libro La corrosión del carácter.
- 2006 - Premio Hegel  otorgado por la ciudad alemana de Stuttgart[10] en honor al filósofo  Friedrich Hegel.
- 2008 - Premio Herda Henkel, por valor de 100.000 euros, concedido por la Fundación Herda Henkel de Düsseldorf, Alemania.[11]

## Publicaciones de Richard Sennett

### Publicaciones en inglés

#### Ensayos
- The Quito Papers and the New Urban Agenda, Routledge (2018), ISBN 978-0815379294
- Building and Dwelling: Ethics for the City, Farrar, Straus and Giroux (2018), ISBN 9780374200336
- Together: The Rituals, Pleasures, and Politics of Cooperation, Yale (2012), ISBN 0-300-11633-0
- How I write: Sociology as Literature, Rhema-Verlag (2009).
- The Craftsman, Allan Lane (2008).
- The Culture of the New Capitalism, Yale (2006).
- Respect in a World of Inequality, Penguin (2003).
- The Corrosion of Character, The Personal Consequences Of Work In the New Capitalism, Norton (1998).
- Flesh and Stone: The Body And The City In Western Civilization, Norton (1994).
- The Conscience of the Eye: The design and social life of cities, Faber and Faber (1991).
- Authority (1980).
- The Fall of Public Man, Knopf (1977).
- The Hidden Injuries of Class, con Jonathan Cobb, Knopf (1972).
- The Uses of Disorder: Personal Identity & City Life  (1970).
- Families Against the City: Middle Class Homes of Industrial Chicago, 1872-1890, Harvard (1970).
- Classic Essays On The Culture Of Cities, editor (1969).
- Nineteenth Century Cities: Essays In The New Urban History, Yale (1969), coautor.

#### Obras de Ficción
- Palais-Royal (1986).
- An Evening of Brahms (1984)
- The Frog Who Dared to Croak (1982)

### Publicaciones en español
- Construir y habitar: ética para la ciudad. 2018.
- El extranjero. Dos ensayos sobre el exilio. Anagrama. 2016. ISBN 978-84-339-6362-8.
- Juntos. Rituales, placeres y política de cooperación. Anagrama. 2012. ISBN 978-84-339-6348-2.
- El Declive del Hombre Público. Anagrama. 2011. ISBN 978-84-339-6322-2.
- El artesano. Anagrama. 2009. ISBN 978-84-339-6287-4.
- La cultura del nuevo capitalismo. Anagrama. 2007. ISBN 978-84-339-6244-7.
- Carne y piedra: el cuerpo y la ciudad en la civilización occidental. Alianza. 2007. ISBN 978-84-206-9489-4.
- La corrosión del carácter: las consecuencias personales del trabajo en el nuevo capitalismo. Anagrama. 2006. ISBN 978-84-339-0590-1.
- El respeto: sobre la dignidad del hombre en un mundo de desigualdad. Anagrama. 2003. ISBN 978-84-339-6197-6.
- El declive del hombre público. Península. 2002. ISBN 978-84-8307-423-7.
- Vida urbana e identidad personal. Península. 2001. ISBN 978-84-8307-424-4.
- La conciencia del ojo. Versal. 1991. ISBN 978-84-7876-078-7.
- Palais-Royal. Versal. 1988. ISBN 978-84-86717-18-6.
- La autoridad. Alianza. 1982. ISBN 978-84-206-2341-2.
- Narcisismo y cultura moderna. Kairós. 1980. ISBN 978-84-7245-112-4.